# Madonna col Bambino (Jacobello del Fiore)
La Madonna col Bambino o Madonna col Bambino addormentato è un dipinto del pittore Jacobello del Fiore realizzato circa nel 1410 e conservato al Museo Correr di Venezia.

## Descrizione e stile
Il dipinto raffigura la Vergine Maria con il piccolo Gesù che dorme tra le sue braccia. Il modo raffinato della pennellata dell'artista appare nella trasmissione di vestiti blu con arabeschi con fiori blu scuri, nonché un lavoro molto preciso e magistrale su un alone d'oro e lo sfondo. Lo stile pittoresco dell'artista incarna le caratteristiche del gotico internazionale ed è molto simile, in questo caso, a quello di Gentile da Fabriano.
Il dipinto contiene la firma dell'artista.